# Пурлы
 Пурлы  — деревня в Тоншаевском муниципальном округе Нижегородской области.

## География
Деревня находится в северо-восточной части Нижегородской области, на расстоянии менее 1 километра на север от посёлка Пижма.

## История
Основана во второй половине XVIII века марийцами из деревни Куверба, позже заселились русские переселенцы. До 2020 года входила в состав городского поселения Рабочий посёлок Пижма до его упразднения.

## Население
Постоянное население составляло 154 человек (русские 95%) в 2002 году, 82 в 2010.